# Friedhof Oberndorf

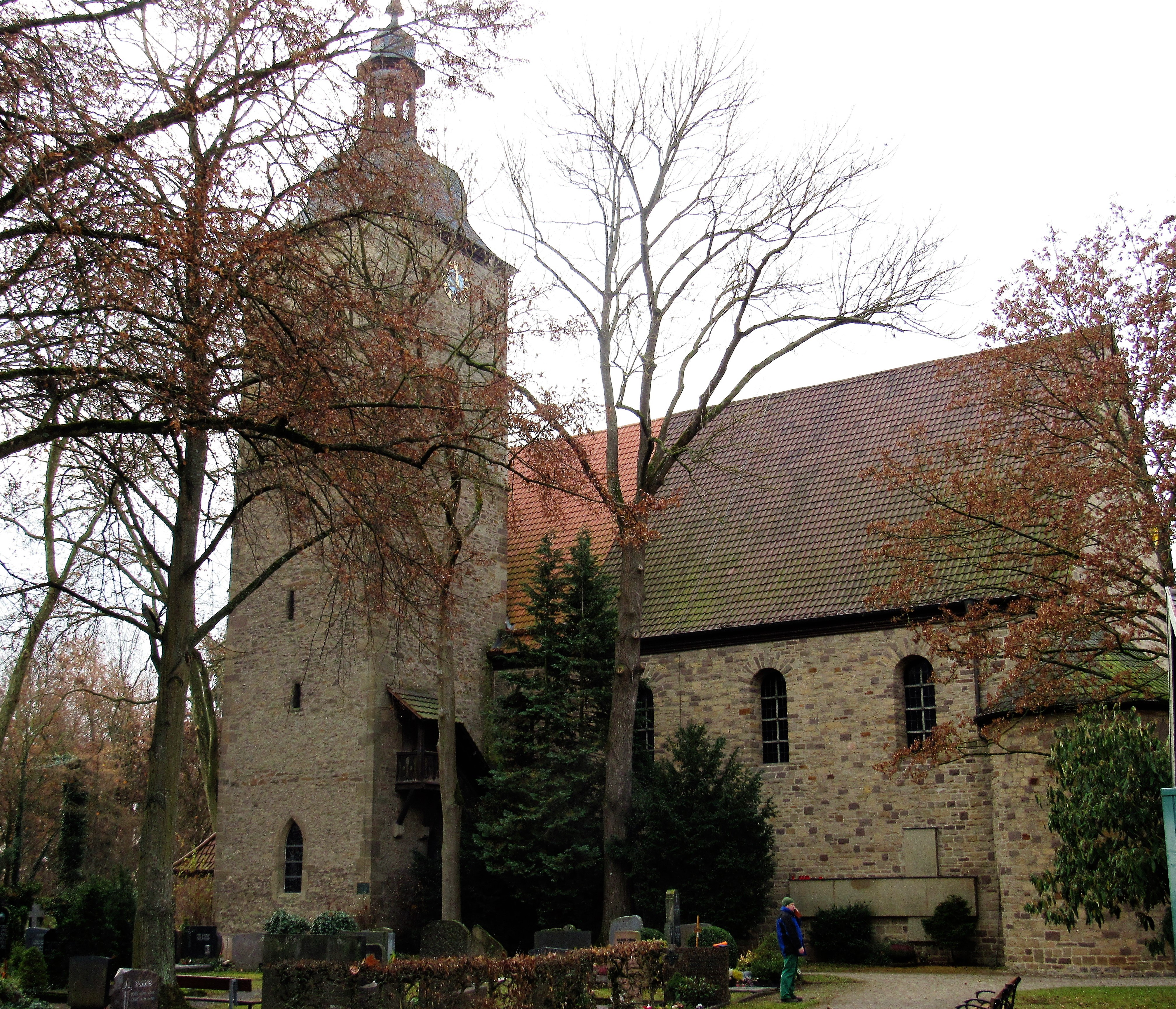
Friedhof mit Kreuzkirche

Der Friedhof Oberndorf in Schweinfurt ist einer von derzeit drei genutzten Friedhöfen der Stadt. Als Oberndorf 1919 nach Schweinfurt eingemeindet wurde, ging die Zuständigkeit für den Friedhof an die Stadt Schweinfurt über. Es ist ein Kirchfriedhof (Kirchhof) der Kreuzkirche und der älteste heute genutzte Friedhof in Schweinfurt.

## Lage
Der Friedhof liegt in der Südostecke des historischen Ortskerns von Oberndorf, 600 Meter vom nördlichen Ufer des Mains entfernt. Er grenzt im Süden an den Pfister-Park. Am westlichen Rand des Friedhofs befindet sich die Kreuzkirche.

## Geschichte
Die  evangelisch-lutherische Pfarrkirche und Teile des Kirchhofs stehen an der Stelle einer mittelalterlichen Wasserburg. Bis ins 19. Jahrhundert lag der Friedhof vollkommen innerhalb des einstigen Wassergrabens der Burg. Später wurde der Friedhof um ein Vielfaches der einstigen Fläche nach Osten bis zur Schulgasse erweitert.

## Beschreibung
Die Wege, insbesondere im westlichen Teil, sind aufgrund der historischen Entwicklung innerhalb der Friedhofsmauern sehr schmal, wodurch eine maschinelle Bewirtschaftung erschwert wird. Die erforderliche Verbreiterung der Wege wird in einigen Bereichen zu einer neuen Einteilung der Grabfelder führen.